# شیان وای-۲۰
یون وای-۲۰ در سال ۲۰۱۳ نخستین‌بار پرواز کرد و در سال ۲۰۱۶ به خدمت درآمد، این هواپیما از کائوچو و مواد ترکیبی با استحکام خوب ساخته شده که سبب کاهش وزن Y20 می‌شوند.

## نگارخانه

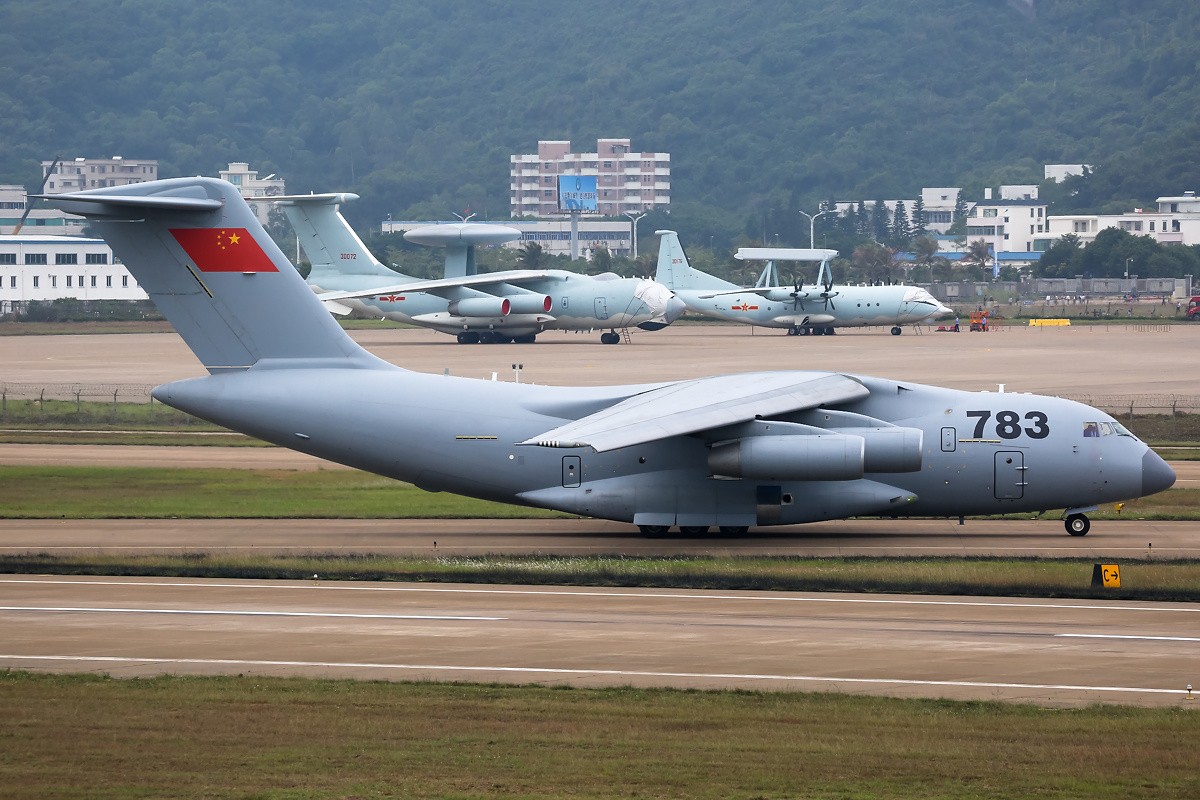
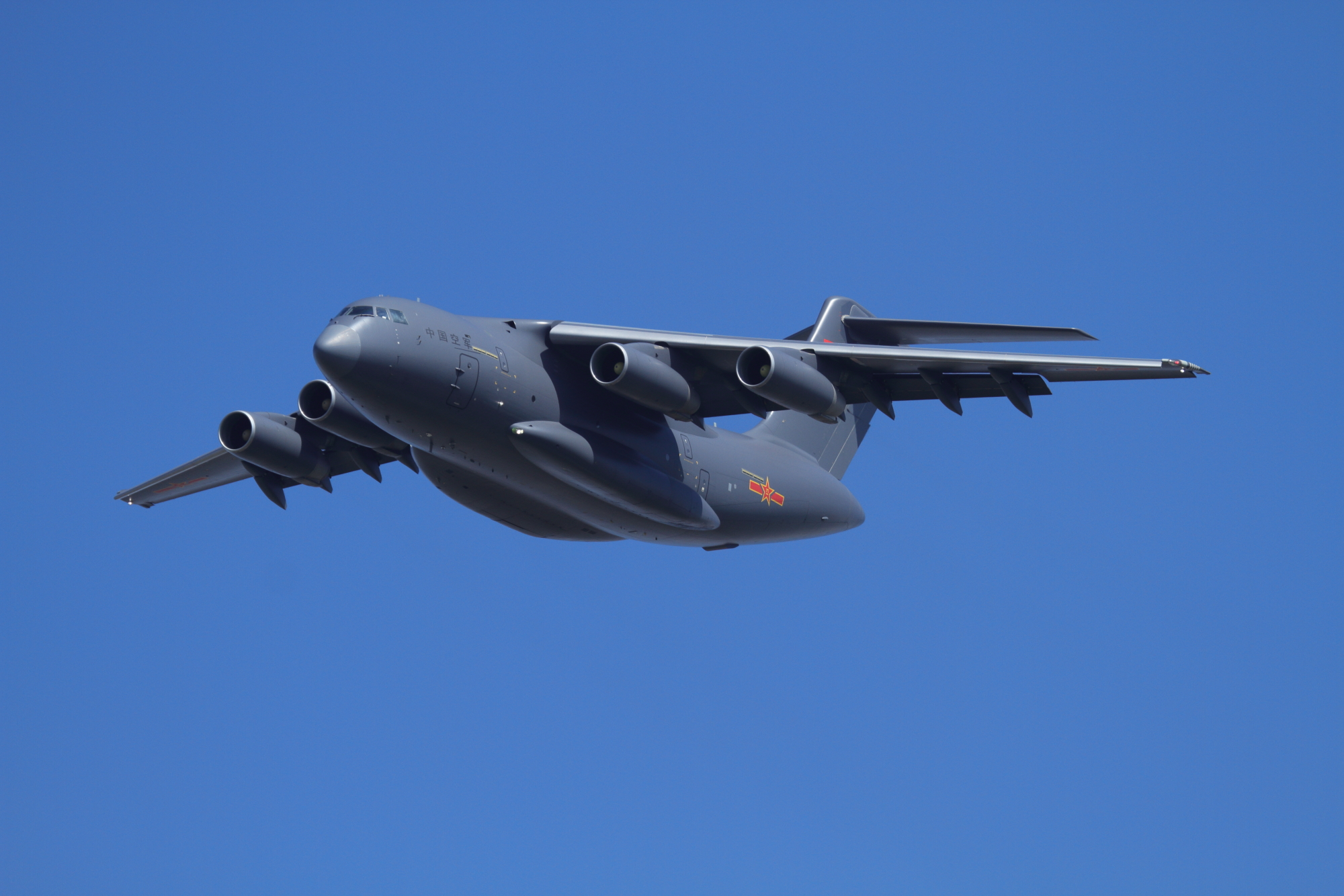